# 伊藤公一 (1965年生の実業家)
伊藤 公一（いとう こういち、1965年12月3日 - ）は、日本の実業家。UDトラックス代表取締役社長兼CEO。

## 人物・経歴
愛知県出身。
1990年3月、立教大学法学部卒業。同年4月、いすゞ自動車株式会社入社。
2016年4月、同社コーポレートコミュニケーション部長、2017年4月、同社海外営業第五部長。
2021年4月、UDトラックス株式会社に出向。
2023年4月、いすゞ自動車執行役員、UDトラックス株式会社代表取締役会長に就任。
2025年4月、UDトラックス株式会社代表取締役社長兼CEOに就任。